# فوريفر
Forever فوريڤر هي أغنية لمغني الآر أند بي الأمريكي كريس براون وقد تم تصويرها في فيديوكليب وهي جزء من ألبوم إكسكلوسڤ (Exclusive) ومن إنتاج بولو دا دون وقد حققت شعبية عالية في العديد من الدول. وقد تم طرحها أول مرة بتاريخ 15 أبريل 2008 في الولايات المتحدة الأمريكية.